# Association des femmes catholiques allemandes
Ne doit pas être confondu avec Communauté des femmes catholiques d'Allemagne (Katholische Frauengemeinschaft Deutschlands).
L'Association des femmes catholiques allemandes (Katholischer Deutscher Frauenbund, KDFB) est une association de femmes catholiques laïques d'intérêt politique. A l'origine, le but de l'association des femmes est  de rassembler les efforts caritatifs, sociaux et politiques des femmes catholiques, en particulier en faveur des groupes défavorisés.
Plus tard, le KDFB se concentre sur la défense des droits des femmes dans l'Église catholique en Allemagne et sur l'organisation de séminaires éducatifs, de programmes de soutien ainsi que des activités religieuses pour les femmes catholiques. Le KDFB promeut l'égalité des sexes, la protection de l'environnement, la charité et l'éducation chrétiennes.
Dans les années 2020, l'association compte environ 145 000 membres en Allemagne avec 1 700 groupes locaux dans vingt et un diocèses allemands.

## Histoire
L'Association des femmes catholiques allemandes est créée le 16 novembre 1903 à Cologne malgré une large opposition au sein du mouvement catholique. 
Le théologien Carl Joseph Mausbach estime notamment, que, pour les femmes « sortir de la maison pour aller aux conseils d'administration et aux réunions électorales est un échange très douteux. [...] Les souhaits et aspirations sociales des femmes sont très bien traitées entre les mains des hommes. ». 
L'archevêque de Cologne, le cardinal Antonius Fischer, ne reconnaît pas l'association, malgré l'approbation des évêques allemands. Il regrette que femmes catholiques de son archidiocèse « aient agi à l’insu et sans le consentement préalable de leur pasteur ». Après des mois de négociations, un accord est trouvé, les femmes se soumettant finalement à l'autorité de l'Église en acceptant notamment la mise en place de conseils consultatifs spirituels dans chaque association de branche et la reconnaissance de l'importance décisive du catholicisme. Après ces concessions, l'Association des femmes catholiques allemandes peut commencer son travail le 18 juin 1904,,. 
Les fondatrices sont Emilie Hopmann qui en est la première présidente jusqu'en 1912, Minna Bachem-Sieger et Hedwig Dransfeld, présidente à partir de 1912. Le conseil d'administration comprend Jeanne Trimborn, Marita Loersch et Agnes Neuhaus.
Créée sous  le nom Katholischer Frauenbund, elle devient en 1916 le Katholischer Frauenbund Deutschland et, s'appelle depuis 1983 Katholischer Deutscher Frauenbund (KDFB).
L'Association tient son premier congrès le 6 décembre 1904 à Francfort. L'accent y est mis sur la nécessité d'une formation des femmes. Trois commissions d'études sont créées, pour les questions scientifiques, sociales et caritatives,.
Albertine Badenberg est la principale trésorière de l'association des femmes catholiques entre 1910 et 1936. Elle met en place des stratégies financières innovantes qui permettent, entre autres, la construction d'une maison d'enseignement, une école sociale pour femmes à Aix-la-Chapelle et la Maison des associations des femmes à Essen-West.
Ellen Ammann crée dès 1904, la branche munichoise de l'association et, en 1911, la section bavaroise qui devient une association régionale distincte. A la même époque, Emy Gordon crée la branche de Würzburg,.
Pendant les années de la République de Weimar, l'association des femmes crée une aide pour les veuves et les orphelins. En 1927, elle fonde une association de soutien aux mères ainsi que sa propre organisation pour les femmes des zones rurales.
L'Association des Femmes Catholiques établit très tôt des contacts avec des associations internationales et devient en 1910 membre fondateur de la Ligue Internationale, aujourd'hui Union Mondiale des Organisations de Femmes Catholiques (UMOFC/UMOFC).
Durant la période nationale-socialiste (1933-1945), l'association des femmes catholiques n'est pas interdite, mais doit limiter son action au domaine religieux et culturel,.

## Époque contemporaine
L'Association des femmes catholiques allemandes est organisée dans 21 diocèses à l'échelle nationale. En 2023, elle compte environ 145 000 membres répartis dans 1 700 associations sectorielles.
Elle se considère comme une association de femmes intergénérationnelle, dirigée par des femmes. Elle est représentée dans de nombreuses organisations politiques et religieuses, travaille de manière indépendante et démocratique, est structurée au niveau régional et publie six fois par an le magazine "KDFB-Engagiert - Die christliche Frau".
Le KDFB soutient publiquement le mouvement Maria 2.0, qui œuvre à sensibiliser au sexisme dans l'Église catholique et à la mauvaise gestion de la crise des abus sexuels commis par les clercs. Ce soutien est contesté par le Forum des catholiques allemands, qui appelle au boycott de l'association en 2019,.
Le mouvement appelle également à la fin du célibat obligatoire des prêtres, à l'ordination des femmes et à une réforme des enseignements de l'Église sur la sexualité. L'association soutient le mariage homosexuel en Allemagne et plaide pour la bénédiction catholique des couples de même sexe,.
Le 17 mai 2021, elle organise l'action nationale, la « Journée des prédicateurs », lors de laquelle douze femmes assurent le prêche dans douze églises différentes d'Allemagne.

## Parmi les membres du KDFB
- Albertine Badenberg
- Ellen Ammann
- Dorothee Bär
- Aenne Brauksiepe
- Marie-Luise Dött
- Hedwig Dransfeld
- Monika Grütters
- Anja Karliczek
- Thérèse de Bavière
- Hélène Weber
- Anja Weisgerber[14]
- Jeanne Trimborg[15]
- Marie Zettler

## Journaux
- Prisma der Frau (de)(1969-1981)
- Engagiert – Die Christliche Frau